# رولاند بيرس
رولاند بيرس (19 يونيو 1930 في سنغافورة - ) (بالإنجليزية: Roland Pearce)‏ هو لاعب كريكت جنوب أفريقي. لعب مع فريق كوازولو ناتال للكريكت ‏.

## وصلات خارجية
- رولاند بيرس على موقع إي آس بي آن كريك إنفو (الإنجليزية)